# أنجيلا بيري
أنجيلا بيري (بالإنجليزية: Angela Berry)‏ (7 أغسطس 1968 في الولايات المتحدة - ) هي لاعبة كرة قدم أمريكية في مركز الدفاع. شاركت مع منتخب الولايات المتحدة لكرة القدم للسيدات.